# Asmate latestrigaria
Asmate latestrigaria är en fjärilsart som beskrevs av Alexander Michailovitsch Djakonov. Asmate latestrigaria ingår i släktet Asmate och familjen mätare. Inga underarter finns listade i Catalogue of Life.